# Waingapu
Waingapu op het Indonesische eiland Sumba is de administratieve hoofdstad van het regentschap Oost-Sumba en heeft naar schatting 10.000 inwoners. De stad is daarmee de grootste van het eiland. Waingapu was vroeger het centrum van de slaven-, textiel- en sandelhouthandel op Sumba en later zetelde er het Nederlands bestuur. Er heerst een rustige en vriendelijke sfeer, maar op toeristisch gebied heeft de stad niet veel te bieden. Het is wel geschikt om een gids te vinden of een auto met chauffeur of een motorfiets te huren.
- Het vliegveld Mau Hau ligt 6 km van de stad in oostelijke richting.
  - Met Merpati (kantoor naast hotel Elim) zijn er verbindingen met Bandung (Java), Bima (Sumbawa), Denpasar, Yogyakarta (Java), Kupang (Timor), Mataram en vliegveld Tambolaka bij Waikabubak op West-Sumba.
  - Bouraq (kantoor bij de veerboothaven)heeft een aantal keren per week een dienst op Denpasar en op Kupang.
- Waingapu heeft twee havens, één in het centrum en één een paar km buiten de stad.
  - In het centrum vertrekt 1 x per week de ASDP veerboot naar Ende op Sumbawa en 1 x per week de boot naar Savoe.
  - Vanuit de buitenhaven wordt een aantal keren per maand een verbinding onderhouden met Kupang, Ende en ook met Surabaya en Semarang (Java).

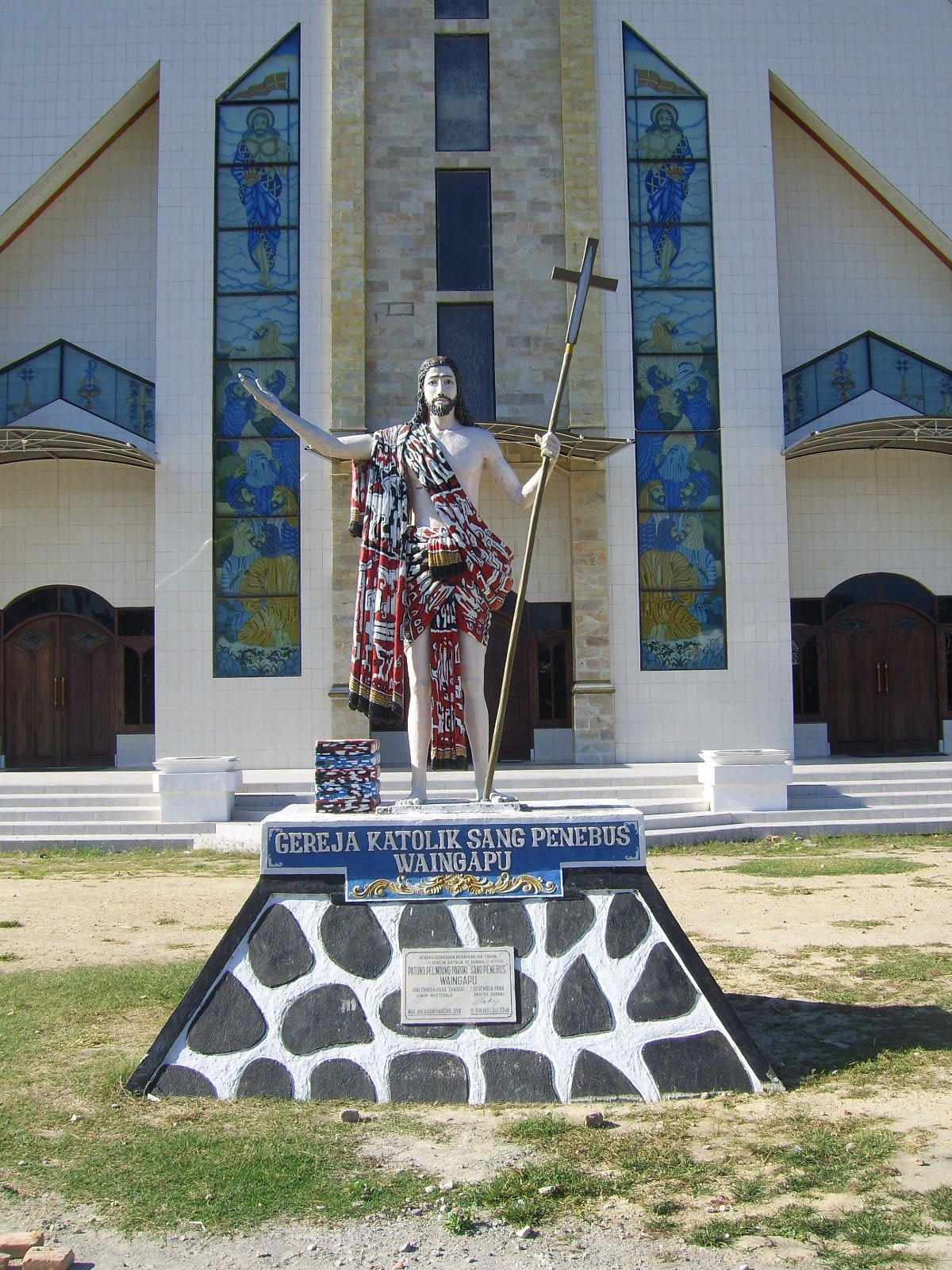
Katholieke kerk in Waingapu